# La Ruche qui dit oui !
Pour les articles homonymes, voir La Ruche.
 (mai 2022).
 (mai 2022).
La Ruche qui dit oui ! est le nom commercial de la société française Equanum créée en 2010 dans le cadre de l'économie collaborative,. La Ruche qui dit oui ! permet la commercialisation en circuit court des produits d'agriculteurs et de transformateurs agroalimentaires grâce à une plateforme internet. Equanum SAS et le responsable d'une Ruche, lieu physique où les consommateurs viennent chercher les produits après les avoir commandés sur internet, touchent un pourcentage sur les ventes aux consommateurs.  

## Histoire

### Développement
La société, fondée le 1er octobre 2010 par Guilhem Chéron, Marc-David Choukroun et Mounir Mahjoubi, présente sa plateforme comme une « optimisation de la vente en circuit court en proposant aux producteurs et aux artisans une plateforme web interactive qui permet chaque semaine de proposer des produits où les membres viennent récupérer leur commande en leur présence ».
Le premier espace de vente, ouvre le 21 septembre 2011 à Le Fauga, près de Toulouse. Le concept est reproduit en France, principalement autour des grandes métropoles.
La Ruche qui dit Oui ! obtient en novembre 2012 l'agrément « Entreprise sociale ». Depuis la loi relative à l'économie sociale et solidaire de 2014, cet agrément est remplacé par l'agrément « Entreprise solidaire d'utilité sociale » (ESUS), qu'elle obtient jusqu'à son renouvellement en 2019[réf. nécessaire].
La Ruche qui dit Oui ! a un modèle économique de type start-up avec une phase de création comportant de lourds investissements : les deux exercices sociaux 2014 et 2015 enregistrent plus de 2,5 millions d'euros de pertes. En 2018, la perte représente 2,5 fois le chiffre d'affaires réalisé cette année-là.
En 2017, l'entreprise, répondant à des exigences sociétales et environnementales, de gouvernance ainsi que de transparence envers le public, obtient la Certification B Corp.
Le 11 septembre 2018, la Ruche qui dit Oui ! annonce son rachat de l'entreprise Le Comptoir Local, une start-up créée en 2015 qui livre à domicile des produits frais et locaux aux franciliens.
En octobre 2018, le réseau de la Ruche qui dit Oui ! compte 1 200 Ruches en Europe. Via ces ruches, le réseau totalise 270 000 membres actifs, 8 000 producteurs et artisans, et enregistre depuis sa création un volume d'affaire dépassant les 75 millions d'euros. Les consommateurs peuvent commander en ligne, puis venir chercher à un jour fixe dans la semaine, dans un lieu donné (bar, théâtre, lieu de passage, établissement scolaire).
Après la crise sanitaire due à la pandémie de Covid-19 l'activité de La Ruche qui dit oui ! est en baisse, tout comme d'autres entreprises du même secteur. Six magasins sont fermés en région parisienne. En 2022, la région Île-de-France compte 134 Ruches, contre 139 en 2021.

## Caractéristiques

### Fonctionnement
Equanum SAS est une société à but lucratif, qui se donne comme objectif de « réduire le nombre d'intermédiaires entre les producteurs et artisans et les consommateurs ». Pour ce faire, les utilisateurs sont mis en relation avec les producteurs et les transformateurs sur le site Internet lorsqu'ils rejoignent une « Ruche ». Celle-ci, caractérisée par une adresse fixe, peut proposer des produits provenant des producteurs et des transformateurs. Via ce site Internet, les producteurs et transformateurs mettent en ligne dans le catalogue les productions et transformations qu'ils peuvent fournir, au tarif qu'ils souhaitent, et les consommateurs passent commande. Si le nombre de commandes pour un produit est trop faible, les producteurs peuvent alors décider de ne pas effectuer la livraison, afin de rester dans la rentabilité. Les membres ne payent ainsi que pour les produits qui seront livrés. 
Chaque Ruche a un responsable qui cherche les producteurs et transformateurs, les membres et un lieu qui puisse accueillir les distributions. Une fois qu'il a une communauté assez importante, il prépare les ventes puis la distribution. Afin de pérenniser sa Ruche, il prospecte les fournisseurs, son rôle étant d'animer la communauté.
Tout producteur peut vendre dans une Ruche, du moins s'il est situé à moins de 250 km du point de vente. C'est la seule contrainte. Un producteur non bio peut donc y vendre ses produits. Et la qualité des produits peut varier d'une Ruche à l'autre. Certains produits peuvent provenir de l'agriculture raisonnée,,. Par exemple, Didier Lion, responsable de deux Ruches dans les Pyrénées-Orientales, indique que 30% de ses fournisseurs sont en bio et le reste en agriculture raisonnée, avec une limitation des intrants.
Reporterre indique qu'en 2016, Equanum a quatre bureaux régionaux, à Lille, Lyon, Nantes et Toulouse, avec deux salariés par bureau, chargés des relations avec les responsables de Ruche et avec les fournisseurs. Hélène Binet, responsable éditoriale d'Equanum, déclare que malgré tout, il est difficile de « tout contrôler », et que les Ruches sont très autonomes.
Un producteur n'a pas l'assurance qu'il pourra vendre définitivement dans une Ruche. Le responsable de la Ruche est un indépendant qui peut prendre la décision, par exemple, de changer de producteur s'il trouve un autre producteur moins cher ou proposant des produits différents. Le responsable doit simplement prévenir le producteur deux mois à l'avance, ce qui, selon Reporterre, est une protection faible pour les producteurs.
Selon une responsable de Ruche interrogée par Ouest France, il existe une véritable dimension sociale au projet, car lors d'une distribution les producteurs remettent eux-mêmes les produits aux consommateurs, et les renseignent sur la façon dont les produits sont élaborés et leur origine. Selon la responsable, « beaucoup de producteurs et de clients sont devenus des amis ».
En moyenne, les produits vendus parcourent 60 km entre le lieu de production et la Ruche. La Ruche de Les Montils indique que les producteurs « mutualisent leurs déplacements », et que le ticket de caisse fourni au consommateur lors du retrait de sa commande comporte le nombre de kilomètres entre le lieu de production et la Ruche. 75% des produits proviendraient de moins de soixante kilomètres de la Ruche.

### Modèle économique
L’entreprise se rémunère par une commission sur les commandes de 20 % (augmentation de 16,7 % à 20 % effective au 3 décembre 2018). L’entreprise reverse 41,75 % de cette commission à la personne responsable de la Ruche, 58,25 % finançant les investissements faits pour le développement de la société, les frais fixes et les dirigeants et salariés de l'entreprise. Ainsi, La Ruche qui dit Oui ! est un système avec deux intermédiaires, la société Equanum SAS et le responsable de Ruche. 
Les responsables de Ruches sont principalement auto-entrepreneurs mais 20 % du réseau choisit le statut associatif. Ils sont rémunérés uniquement par Equanum en fonction des ventes de la ruche. Le revenu moyen d'un responsable est de 400 € par mois en 2014 pour une moyenne d'un jour travaillé par semaine, de grandes disparités pouvant avoir lieu entre une Ruche située en pleine ville et une Ruche située à la campagne. 
Reporterre indique que, généralement, le responsable de la Ruche parvient à trouver un local gratuit, dans des maisons des associations ou des cafés. Le responsable de Ruche a la charge de recruter à la fois les producteurs et les consommateurs. La société Equanum se retrouve dans une situation où elle ne paye pas de salaire au responsable de la Ruche, pas de loyer non plus, et où elle a la possibilité de créer à volonté de Ruches sans avoir à avancer de capital. Selon Reporterre, ce système est si rentable que des patrons tels concept est tellement « bankable » que plusieurs entrepreneurs du web, comme Marc Simoncini et Xavier Niel, ont versé des fonds avant même que l'entreprise ne soit créée.
Le paiement en ligne est sous-traité par Mangopay depuis 2016, entreprise française domiciliée au Luxembourg.

## Différences avec le système des AMAP
Le risque de confusion dans l'esprit du grand public entre le service de La Ruche qui dit Oui ! et les associations pour le maintien d'une agriculture paysanne (AMAP) entraine la publication de plusieurs articles détaillant les différences entre ces deux systèmes.
Une différence est que dans une AMAP, le prix de vente est reversé à 100% au producteur, tandis que dans une Ruche, Equanum et le responsable de la Ruche touche un pourcentage sur les ventes. De plus, la démarche des AMAP s’inscrit dans le long terme puisque pendant une période définie, les producteurs et les consommateurs établissent un contrat qui définit leurs droits et leurs devoirs l’un envers l’autre. Notamment, souvent, les AMAP demandent une régularité d'achat de la part des consommateurs. Ce système permet d’assurer une certaine stabilité des ventes aux agriculteurs. Si La Ruche qui dit Oui ! profite d’un plus grand réseau que les AMAP, les producteurs peuvent se retrouver dans une certaine précarité lorsque la demande n’est pas régulière. Pour se défendre, La Ruche qui dit Oui ! met en place une communication qui s’appuie sur la promotion d’une agriculture locale, qui se veut complémentaire de celle des AMAP. Selon l'enquête de Reporterre auprès de certains producteurs, il pourrait y avoir effectivement une complémentarité, les AMAP représentant un débouché limité, car elles demandent un engagement de régularité, et une Ruche permettant de toucher un autre public, plus citadin, et qui demande plus de flexibilité. 
D'autres articles signalent que le travail accompli est peu rémunérateur pour les responsables de Ruche, et accusent ainsi l'entreprise d'ubérisation,,. Selon le dossier de presse de l'entreprise : « Les deux systèmes ont leur place mais ne s'adressent pas nécessairement au même public »,,.

## Controverse
Des chercheurs[Qui ?] privilégient le terme de « plateformisation » à ubérisation qui réfère à un paradigme de plateformes [réf. souhaitée]. Ce phénomène bouleverse notre rapport au travail et à l’emploi en entraînant notamment une confusion du marché et de l’entreprise, ainsi, les activités ne sont plus gérées et encadrées dans une structure précise et devant respecter des lois. Les plateformes concernées se caractérisent également par leur faculté à coordonner différents acteurs économiques lors de la transaction financière tels que les producteurs, les consommateurs, le personnel logistique, les terminaux de paiement, etc. Ces entreprises de mise en relation comme La Ruche qui dit Oui ! ou encore Uber remettent en cause l’institution salariale en proposant un travail à la demande, qui s’inscrit dans le digital labor. En plus d’être sous-rémunérés, les producteurs ne sont pas salariés de l’entreprise et ne disposent donc pas de protection sociale en cas d’accident ou de la fermeture d’une ruche, comme les chauffeurs VTC. De plus, ils effectuent un travail important de gestion des commandes et des déplacements coûteux et chronophages aux lieux de distribution, ce qui constitue un travail implicite.
Les agriculteurs perdent une part d’autonomie au sein de leur activité, car ils doivent respecter les règles établies par la plateforme. Par exemple, le producteur fixe un nombre minimum de commandes à enregistrer sur la plateforme pour réaliser la livraison afin d’être rentable. S’il n’y a pas assez de commandes en ligne, la distribution est annulée, ce qui désavantage aussi bien les producteurs que les consommateurs. Par ailleurs, le statut des responsables des Ruches, qui sont auto-entrepreneurs, est également précaire, ils gagnent en moyenne 400 euros par mois. L’entreprise se justifie en indiquant que cette activité peut représenter des compléments de revenus, bien qu’en parallèle des actionnaires en tirent profit.
La Ruche qui dit Oui ! promeut un modèle proche de la vente directe alors que ce système repose en fait sur la désintermédiation et la ré-intermédiation. En effet, les producteurs doivent remettre un certain pourcentage de leur chiffre d’affaires à la Ruche pour laquelle il travaille ainsi qu’à la maison mère. Ce système entrepreneurial repose exclusivement sur la mise en relation puisqu’ils ne mettent pas en place de moyens de production pour l’agriculteur, il fournit simplement un lieu de distribution, de la même façon que Uber ne met pas à disposition de véhicules aux chauffeurs. De cette façon, La Ruche qui dit Oui ! incarne seulement un prestataire de service qui conclut des accords commerciaux. « Loin de bénéficier aux travailleurs, cette fragmentation du travail donnerait aux détenteurs du capital et des plateformes un pouvoir de négociation démesuré face à une armée éclatée de personnes précaires, prêtes à accepter un travail à n’importe quel prix » résume Diana Filippova dans Société collaborative : La fin des hiérarchies.

## Actionnaires
Des actionnaires minoritaires comme Marc Simoncini (cofondateur de Meetic) et Christophe Duhamel (cofondateur de Marmiton) permettent grâce à leur fonds de lancer le projet (2014). Ils ne siègent pas au CA et n'ont aucun rôle dans les décisions prises. Xavier Niel est également actionnaire minoritaire.
En 2012, l'entreprise lève 1,5 million d'euros auprès des fonds d'investissement XAnge Private Equity, filiale de la Banque Postale, et Solid, fonds d'innovation du groupe Siparex. En 2015, elle réalise une seconde levée de fonds à hauteur de 8 millions d'euros auprès de USV (en), Felix Capital et Quadia.

## Présidence
- Marc-David Choukroun : ( -2018)
- Grégoire de Tilly : (2018- en cours)

### Liens connexes
- Localisme
- La Louve